# Коре (спутник)
Коре (от др.-греч. Κόρη) — нерегулярный естественный спутник Юпитера.

## Открытие
Открыт группой астрономов из Гавайского университета под руководством Скотта Шеппарда 8 февраля 2003 года. В соответствии с классификацией Международного астрономического союза получил временное обозначение S/2003 J 14 или XLIX. В 2007 году получил название Коре (другое имя греческой богини Персефоны).

## Орбита
Коре совершает полный оборот вокруг Юпитера на расстоянии в среднем 24 543 000 км за 779,2 дней. Орбита Коре имеет эксцентриситет 0,325. Наклон ретроградной орбиты 145,0°. Входит в группу Пасифе.

## Физические характеристики
В среднем диаметр Коре составляет около 2 км. Плотность оценивается 2,6 г/см³. Состоит предположительно из силикатных пород. Очень тёмная поверхность имеет альбедо 0,04.